# هابیت: یک سفر غیرمنتظره
هابیت: یک سفرغیرمنتظره (به انگلیسی: The Hobbit: An Unexpected Journey) بخش نخست سه‌گانهٔ سینمایی هابیت ساخته شده در سال ۲۰۱۲ است. تهیه کنندگی، نویسندگی و کارگردانی این اثر توسط پیتر جکسون انجام شده‌است. این فیلم بر اساس کتابی با همین نام اثر جی آر آر تالکین (۱۹۳۷) ساخته شده‌است.
اولین سری از این سه‌گانه با نام «هابیت: سفری غیرمنتظره» در سال ۲۰۱۲ اکران عمومی شد.
سفری غیرمنتظره فروش خیره‌کننده‌ای داشت و توانست از قسمت نخست و دوم ارباب حلقه‌ها نیز پیشی بگیرد.
این فیلم نتوانست نظر منتقدین را جلب کند. ایرادی که به قسمت اول سه‌گانه هابیت وارد کردند، خسته‌کننده بودن و نداشتن محتوای داستانی و بد بودن ۳ بعدی آن و ۴۸ فریم بودن آن بود.
«هابیت: سفری غیرمنتظره» توانست در سه رشته در آکادمی اسکار نامزد شود. از جمله: بهترین جلوه‌های ویژه، بهترین چهره پردازی و بهترین طراحی صحنه
همچنین سه نامزدی در بفتا: بهترین میکس صدا، بهترین چهره پردازی و بهترین جلوه‌های ویژه.
قسمت‌های بعدی این سه‌گانه با نام‌های: هابیت: برهوت اسماگ و هابیت: نبرد پنج سپاه در سال‌های ۲۰۱۳ و ۲۰۱۴ اکران شد.

## خلاصهٔ داستان
در آستانه‌ی تولد ۱۱۱ سالگی، بیلبو بگینز، هابیتی آرام و منزوی از شایر، تصمیم می‌گیرد داستان ماجراجویی شگفت‌انگیزش را برای خواهرزاده‌اش، فرودو، بنویسد.
ماجرا از شصت سال پیش آغاز می‌شود، زمانی که پادشاه دورف‌ها، ثرور، قوم خود را به شکوه و ثروت فراوانی در کوهستان تنها (Lonely Mountain) رساند. اما با هجوم اژدهایی سهمگین به نام اسماگ، شهر دِیل نابود و کوهستان به تصرف این موجود آتش‌افکن درمی‌آید. دورف‌ها آواره می‌شوند و شاهزاده ثورین اوکن‌شیلد، نوه‌ی ثرور، با نومیدی به پادشاه الف‌ها، تراندویل، پناه می‌برد، اما با بی‌اعتنایی او روبه‌رو می‌شود. از آن پس، خصومتی عمیق میان ثورین و الف‌ها شکل می‌گیرد.
در شایر، گندالف خاکستری، جادوگری خردمند، بیلبو ۵۱ ساله را متقاعد می‌کند تا میزبانی ضیافتی غیرمنتظره را برای گروهی از دورف‌ها بر عهده گیرد: ثورین، بالین، دوالین، فیلی، کیلی، دوری، نوری، اوری، اوین، گلوین، بیفور، بوفور و بامبور. گندالف قصد دارد بیلبو را به‌عنوان «دزد» گروه برای سفر به کوهستان تنها و بازپس‌گیری گنجینه‌شان به کار گیرد. بیلبو ابتدا مردد است، اما پس از ترک گروه، ناگهان تصمیمش را عوض می‌کند و به آن‌ها می‌پیوندد.
در راه، آن‌ها گرفتار سه ترول می‌شوند. بیلبو با زیرکی ترول‌ها را مشغول نگه می‌دارد تا طلوع آفتاب برسد و گندالف با شکستن سنگ، نور خورشید را بر آن‌ها می‌تاباند تا به سنگ تبدیل شوند. در غار ترول‌ها، آن‌ها گنجینه‌هایی از جمله شمشیرهای ساخت الف‌ها می‌یابند. گندالف شمشیری به نام گلمدرینگ برمی‌دارد، ثورین شمشیر اورکریست را تصاحب می‌کند و بیلبو نیز خنجری الفی دریافت می‌کند.
در ادامه‌ی راه، جادوگر راداگاست قهوه‌ای به گندالف خبر می‌دهد که جادویی تاریک جنگل گرینوود را آلوده کرده است. این کار به دست جادوگری ناشناس به نام نکرومانسر در دژ دول گولدور انجام شده. با حمله‌ی ارک‌ها، گندالف گروه را از راهی مخفی به ریوندل، مقر الف‌ها، می‌برد. در آنجا، الروند نشانه‌ای پنهان در نقشه‌ی کوهستان را آشکار می‌سازد که تنها در روز دورین قابل رؤیت است. گندالف با شورای سفید متشکل از الروند، گالادریل و سارومان مشورت می‌کند و خنجری متعلق به پادشاه جادوگر انگمار، که راداگاست از دول گولدور آورده، نشان می‌دهد تا ثابت کند خطر بازگشت سائورون وجود دارد. سارومان نگران هدف دورف‌هاست و خواستار توقف این سفر می‌شود، اما گندالف مخفیانه به گالادریل می‌گوید که از ابتدا برنامه‌اش این بوده که دورف‌ها بدون او حرکت کنند.
در عبور از کوه‌های مه‌آلود، گروه درگیر نبردی میان غول‌های سنگی می‌شود و سپس در غاری پناه می‌گیرند، اما توسط گابلین‌ها اسیر می‌شوند. بیلبو در حین درگیری‌ها از گروه جدا شده و به دره‌ای سقوط می‌کند، جایی که با موجودی مرموز به نام گالوم روبه‌رو می‌شود. گالوم در حین گفت‌وگو حلقه‌ای طلایی را گم می‌کند. بیلبو آن را برمی‌دارد و با گالوم وارد بازی معما می‌شود؛ اگر بیلبو ببازد، خورده خواهد شد، و اگر ببرد، راه خروج را می‌فهمد. بیلبو با هوشمندی پیروز می‌شود، اما گالوم متوجه گم‌شدن حلقه‌اش می‌شود. بیلبو با استفاده از حلقه، که توانایی نامرئی شدن به او می‌دهد، از چنگ گالوم می‌گریزد، اما او را نمی‌کشد.
در همین زمان، گابلین بزرگ به دورف‌ها می‌گوید که آزوگ، فرمانده ارک‌ها و قاتل ثرور، برای سر ثورین جایزه تعیین کرده است. گندالف با رسیدن به موقع، گابلین بزرگ را می‌کشد و دورف‌ها را آزاد می‌کند. بیلبو نیز دوباره به جمع می‌پیوندد و حلقه را پنهان می‌کند.
در مسیر، گروه بار دیگر توسط ارک‌ها و آزوگ مورد حمله قرار می‌گیرد. آن‌ها به بالای درختان پناه می‌برند، اما ثورین با شجاعت به آزوگ حمله می‌کند و به شدت زخمی می‌شود. در لحظه‌ای حساس، بیلبو به کمک او می‌شتابد و با آزوگ روبه‌رو می‌شود. در همین حین، عقاب‌هایی که توسط گندالف فراخوانده شده‌اند، از راه می‌رسند و گروه را نجات می‌دهند.
در نقطه‌ای به نام کاراک، گندالف ثورین زخمی را درمان می‌کند. ثورین، که پیش‌تر نسبت به بیلبو بی‌اعتماد بود، از او دلجویی می‌کند و او را می‌پذیرد. از آنجا، در دوردست، گروه برای نخستین بار چشم‌اندازی از کوهستان تنها می‌بیند؛ جایی که اژدهای خفته، اسماگ، با ضربه‌ی یک پرنده‌ی کوچک بر سنگ، بیدار می‌شود.

## بازیگران
- مارتین فریمن در نقش بیلبو بگینز
- ایان هولم در نقش پیری بیلبو بگینز[۹]
- ایان مک‌کلن در نقش گندالف
- ریچارد آرمیتاژ در نقش تورین سپر بلوط
- گراهام مک‌تاویش در نقش دوالین
- کن استات در نقش بالین
- آیدان تورنور در نقش کیلی
- دین اوگورمن در نقش فیلی
- مارک هادلو در نقش دوری
- جد بروفی در نقش نوری
- آدام براون (بازیگر) در نقش اوری
- جان کالن در نقش اوین
- پیتر هامبلتون در نقش گلوین
- ویلیام کیرچر در نقش بیفور
- جیمز نسبیت در نقش بوفور
- استیون هانتر (بازیگر) در نقش بومبور
- کیت بلانشت در نقش گالادریل
- هوگو ویوینگ در نقش الروند
- کریستوفر لی در نقش سارومان
- سیلوستر مک‌کوی در نقش راداگاست
- الیجاه وود در نقش فرودو بگینز
- اندی سرکیس در نقش گالوم
- مانو بنت در نقش آزوگ
- لی پیس در نقش تراندویل
- بری هامفریز در نقش گابلین بزرگ
- کانن استیونز در نقش بولگ
- جان رولز در نقش یازنگ
- برت مک‌کنزی در نقش لیندیر
- کیران شاه در نقش گابلین کاتب
- جفری توماس در نقش ترور
- استفن اور در نقش فیمبول
- مایکل میزراهی در نقش تراین دوم
- بندیکت کامبربچ در نقش صداپیشه اسماگ (اژدها), همچنین در نقش سائورون[۱۰]